# پرچم سن دیگو
پرچم سن دیگو در ۱۶ اکتبر ۱۹۳۴ پذیرفته شد.